# Soelito Gohr
Soelito Gohr, né le 14 juillet 1973 à Brusque, est un coureur cycliste brésilien. Son cousin André est également coureur cycliste.

## Biographie
En 1995, Soelito Gohr est victime un grave accident de la route, en heurtant un camion. Il lui faut plus de deux années de rééducation pour retrouver sa bonne santé. La mobilité de l'un de ses bras s'est malheureusement restreinte, en raison d'un traumatisme irréversible subi à la moelle épinière.

### Carrière élite
Malgré son handicap, il entreprend une carrière sur route au Brésil. Il se révèle durant l'année 2003, en prenant la seconde place du championnat du Brésil sur route. L'année suivante, il s'adjuge une étape du Tour de Porto Alegre, dont il prend la troisième place du classement général. Vainqueur de deux étapes et du classement général du Tour du Paraná, il se classe également deuxième du championnat du Brésil du contre-la-montre. Au cours de la saison 2006, il devient champion du Brésil sur route. Il évolue par la suite au sein de l'équipe Scott-Marcondes Cesar-Fadenp São José dos Campos, qui obtient durant un temps le statut d'équipe continentale professionnelle.

### Carrière en paracyclisme
Obtenant le statut d'athlète paralympique en 2007, Soelito Gohr devient champion du monde sur route en 2009 et 2010. Aux championnats du monde sur piste 2014, il décroche la médaille au scratch dans la catégorie MC1. L'année suivante, il obtient cette fois-ci la médaille d'argent du scratch aux championnats du monde à Apeldoorn.

## Palmarès et résultats

### Palmarès par année
- 2000
  - 2e du Tour de Porto Alegre
- 2003
  - 2e du championnat du Brésil sur route
- 2004
  - Prologue du Tour de Porto Alegre
  - Tour du Paraná :
    - Classement général
    - 1re et 3e étapes

  - 2e du championnat du Brésil du contre-la-montre
  - 3e du Tour de Porto Alegre
- 2006
  -  Champion du Brésil sur route
  - Volta do Litoral Paranaense :
    - Classement général
    - 2e étape
- 2011
  - Copa Recife Speed Bike
- 2012
  - 2e étape des 500 Millas del Norte
- 2013
  - 3e du Circuito Boa Vista

### Classements mondiaux
| Année            | 2005 | 2006 | 2007 |
| ---------------- | ---- | ---- | ---- |
| UCI America Tour | 215e | 20e  | 194e |